# 800 mètres féminin aux championnats du monde d'athlétisme en salle 2014
Navigation
2012 2016
Le 800 mètres féminin des Championnats du monde en salle 2014 s'est déroulé les 7 et 9 mars 2014 à l'Ergo Arena de Sopot, en Pologne.

## Résultats

### Finale
| Rang               | Athlète           | Nationalité | Temps         | Notes |
| ------------------ | ----------------- | ----------- | ------------- | ----- |
| Médaille d'or      | Chanelle Price    | États-Unis  | 2 min 00 s 09 | WL    |
| Médaille d'argent  | Angelika Cichocka | Pologne     | 2 min 00 s 45 |       |
| Médaille de bronze | Maryna Arzamasava | Biélorussie | 2 min 00 s 79 | PB    |
| 4                  | Selina Büchel     | Suisse      | 2 min 01 s 06 |       |
| 5                  | Nataliia Lupu     | Ukraine     | 2 min 01 s 17 |       |
| 6                  | Lenka Masná       | Tchéquie    | 2 min 02 s 46 |       |

### Séries
| Rang | Série | Athlète             | Pays        | Temps         | Notes     |
| ---- | ----- | ------------------- | ----------- | ------------- | --------- |
| 1    | 1     | Angelika Cichocka   | Pologne     | 2 min 00 s 37 | Q, WL, PB |
| —    | 2     | Nataliya Lupu       | Ukraine     | 2 min 00 s 65 | DQ        |
| 2    | 3     | Selina Büchel       | Suisse      | 2 min 00 s 93 | Q, PB     |
| 3    | 3     | Chanelle Price      | États-Unis  | 2 min 01 s 05 | q         |
| 4    | 2     | Maryna Arzamasava   | Biélorussie | 2 min 01 s 15 | q, SB     |
| 5    | 3     | Lenka Masná         | Tchéquie    | 2 min 01 s 25 | q, PB     |
| 6    | 2     | Natoya Goule        | Jamaïque    | 2 min 01 s 89 | PB        |
| 7    | 1     | Laura Muir          | Royaume-Uni | 2 min 02 s 55 |           |
| 8    | 1     | Olha Lyakhova       | Ukraine     | 2 min 02 s 71 | SB        |
| 9    | 2     | Ajeé Wilson         | États-Unis  | 2 min 02 s 71 | SB        |
| 10   | 2     | Stina Troest        | Danemark    | 2 min 02 s 95 | PB        |
| 11   | 3     | Anna Shchagina      | Russie      | 2 min 02 s 95 |           |
| 12   | 1     | Yekaterina Kupina   | Russie      | 2 min 03 s 17 |           |
| 13   | 1     | Roseanne Galligan   | Irlande     | 2 min 03 s 30 |           |
| 14   | 3     | Jenna Westaway      | Canada      | 2 min 03 s 52 |           |
| 15   | 3     | Clara Everard       | Irlande     | 2 min 03 s 69 | SB        |
| 16   | 2     | Malika Akkaoui      | Maroc       | 2 min 06 s 04 |           |
| —    | 1     | Aníta Hinriksdóttir | Islande     | DQ            | R163.3(b) |

## Légende
Records et Performances
- AR : Record continental (area record)
- CR : Record des championnats (championship record)
- MR : Record du meeting (meet record)
- NR : Record national (national record)
- OR : Record olympique (olympic record)
- PR : Record paralympique (paralympic record)
- PB : Record personnel (personal best)
- SB : Meilleure performance personnelle de la saison (season's best)
- WL : Meilleure performance mondiale de l'année (world leader)
- WJR : Record du monde junior (world junior record)
- WR : Record du monde (world record)

Circonstances et Conditions
- DNF : N'a pas terminé (did not finish)
- DNS : N'a pas pris le départ (did not start)
- DQ : Disqualification (disqualification)
- NM : Aucun essai valable enregistré (No Mark)
- Q : Qualifié « directement » au prochain tour (ou à la prochaine compétition), lors d'une compétition majeure, grâce au classement ou à la réalisation des minima (automatic qualifier)
- q : Qualifié au prochain tour (ou à la prochaine compétition), lors d'une compétition majeure, grâce au repêchage ou à la réalisation de l'une des meilleures performances parmi celles des « non qualifiés directement » (grâce au meilleur temps ou à la meilleure distance par exemple) (secondary qualifier)